# Jardim Palmares
Jardim Palmares é um bairro do município brasileiro de Nova Iguaçu, do estado do Rio de Janeiro. O bairro possui 17,945 habitantes em 2022 e faz divisa com os bairros de Palhada, Rosa dos Ventos, Jardim Pernambuco, Jardim Nova Era e Danon.

O bairro fica localizado perto da Avenida Abílio Augusto Távora conhecido como Estrada de Madureira.